# Charentay
Charentay ist eine französische Gemeinde mit 1.269 Einwohnern (Stand: 1. Januar 2022) im Département Rhône in der Region Auvergne-Rhône-Alpes. Charentay gehört zum Arrondissement Villefranche-sur-Saône und zum Kanton Belleville-en-Beaujolais. Die Einwohner werden Charentois genannt.

## Geografie
Charentay befindet sich etwa elf Kilometer nordnordwestlich von Villefranche-sur-Saône. Sie gehört zum Weinbaugebiet Bourgogne. Umgeben wird Charentay von den Nachbargemeinden Saint-Lager im Norden, Belleville-en-Beaujolais im Nordosten, Saint-Georges-de-Reneins im Osten und Südosten, Saint-Étienne-des-Oullières im Süden und Südwesten sowie Odenas im Westen.

## Bevölkerungsentwicklung
| Jahr                       | 1962 | 1968 | 1975 | 1982 | 1990 | 1999 | 2006 | 2013 |
| Einwohner                  | 768  | 689  | 705  | 743  | 869  | 993  | 1053 | 1197 |
| Quellen: Cassini und INSEE |      |      |      |      |      |      |      |      |

## Sehenswürdigkeiten
- Kirche Saint-Martin
- Burg Arginy aus dem 13. Jahrhundert, heutige Gebäude aus dem 15. Jahrhundert, Monument historique
- Schloss Sermezy aus dem 18. Jahrhundert, Monument historique

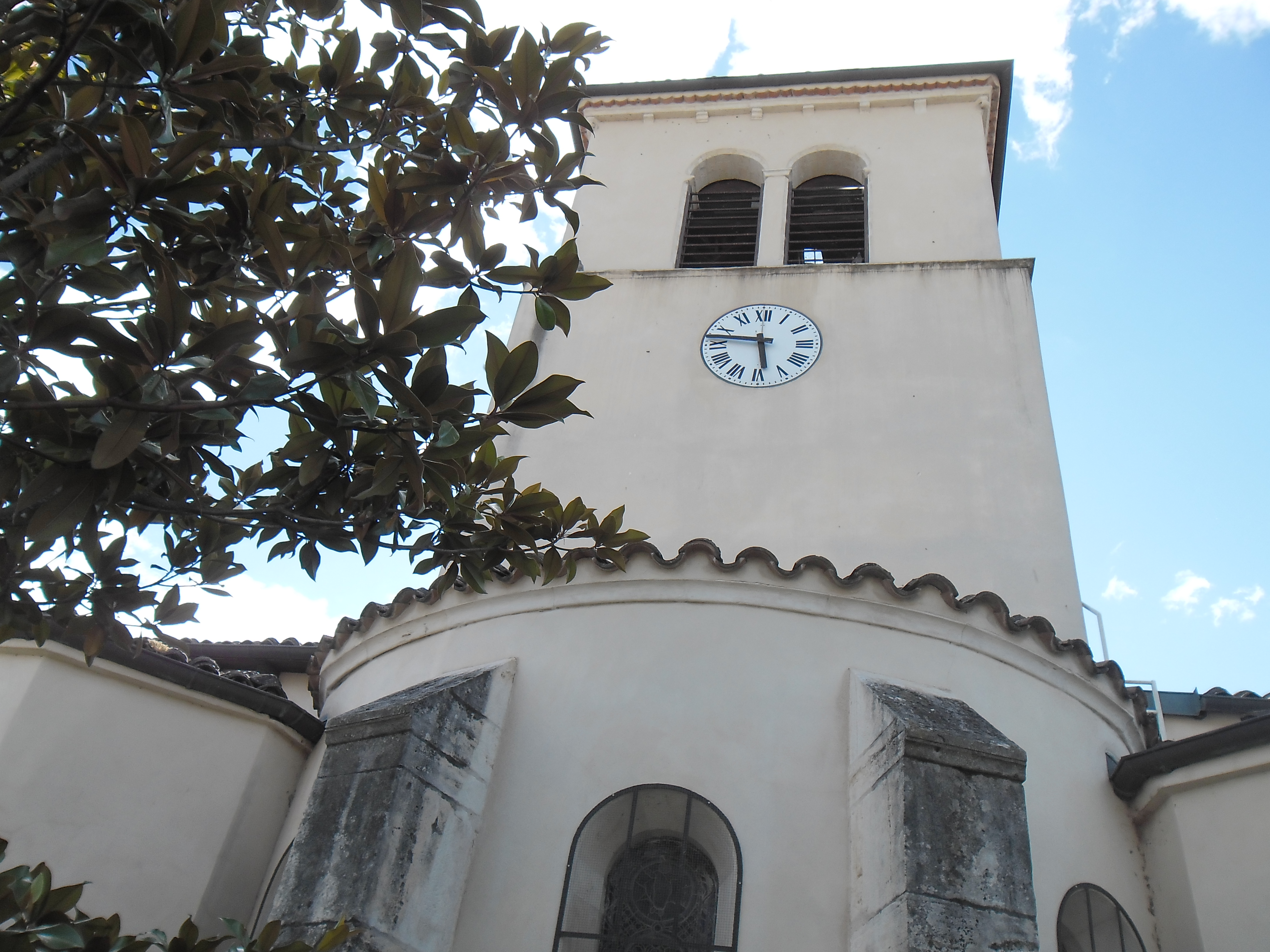
Kirche Saint-Martin
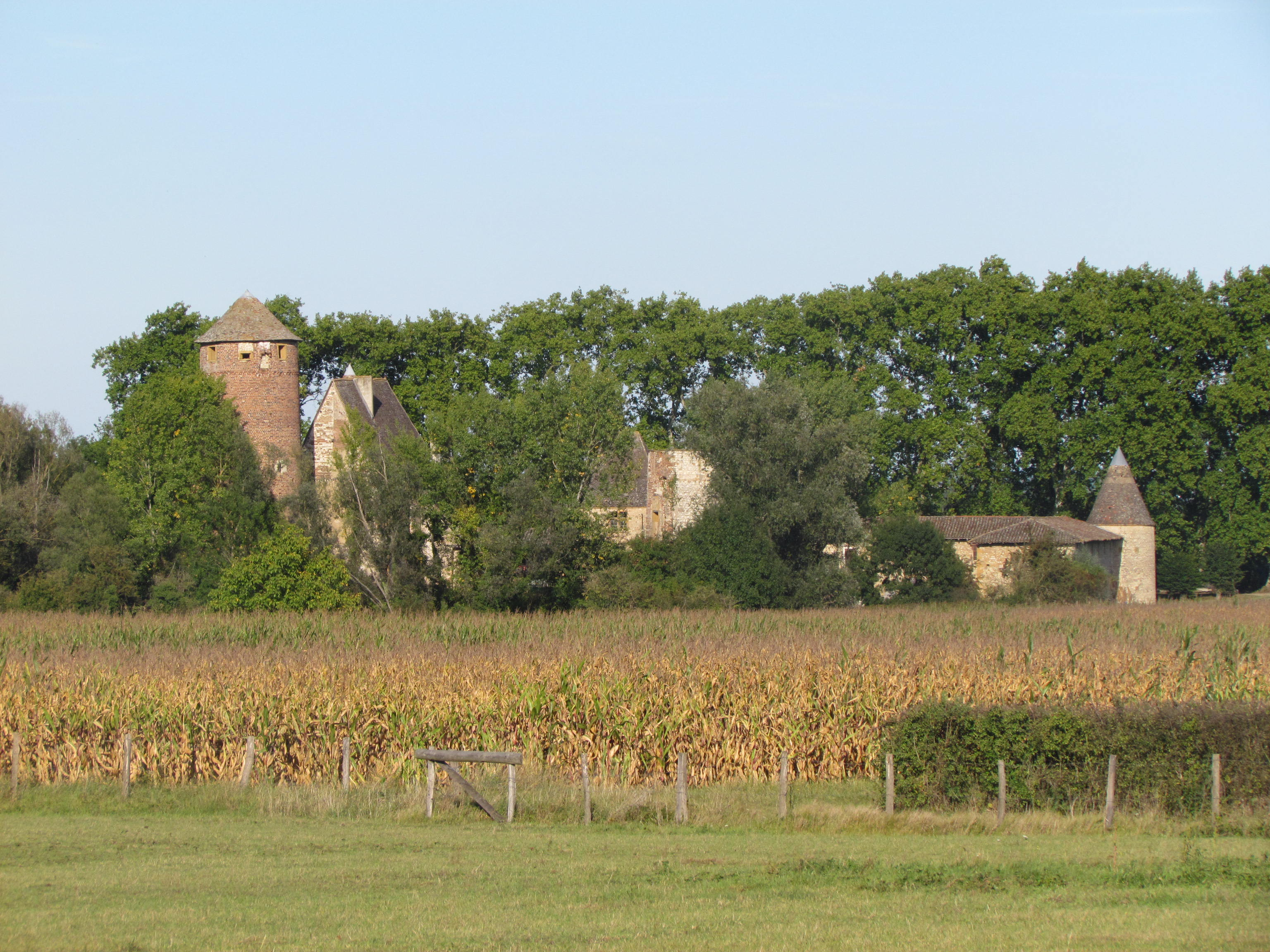
Burg Arginy
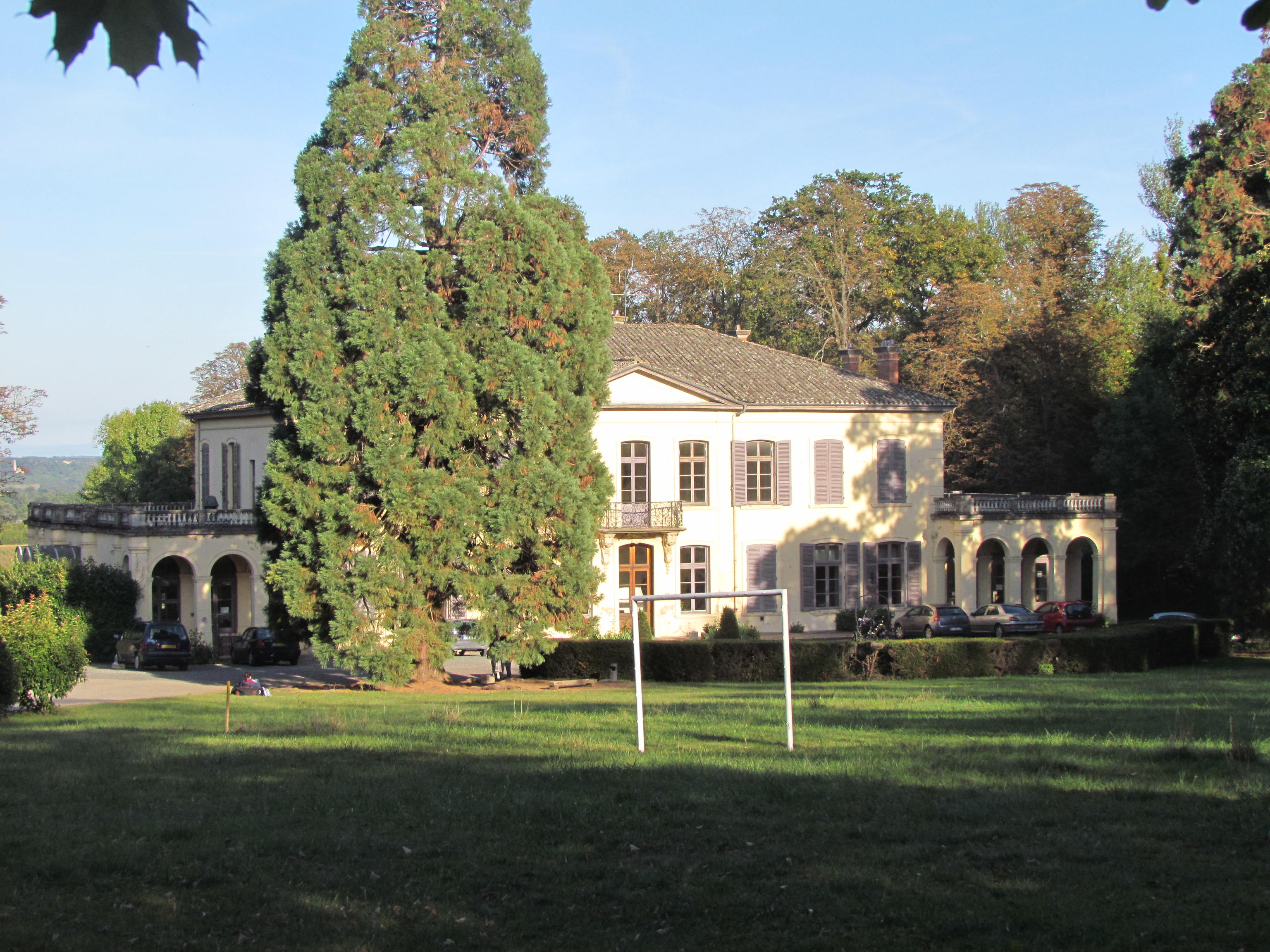
Schloss Sermezy

## Persönlichkeiten
- Émile Bender (1871–1953), französischer Politiker